# Tony Awards 2014
Die Verleihung des Tony Award 2014 (68th Annual Tony Awards) fand am 8. Juni 2014 in der Radio City Music Hall in New York City statt und wurde live vom Sender CBS übertragen. Ausgezeichnet wurden Theaterstücke und Musicals der Saison 2013/14, die am Broadway bis zum 24. April 2014 eröffneten. Die Nominierungen wurden am 29. April bekannt gegeben. Die Moderation der Verleihung übernahm zum insgesamt vierten Mal Hugh Jackman.

## Gewinner und Nominierte

### Theaterstücke
| Meiste Tonys         | A Raisin in the Sun (3 Tonys)                            |
| Meiste Nominierungen | Die Glasmenagerie und Was ihr wollt (je 7 Nominierungen) |

| Kategorie                                | Preisträger                                | Theaterstück                        | Nominierungen |
| Bestes Theaterstück                      |                                            | All the Way                         | Act One Casa Valentina Mothers and Sons Outside Mullingar |
| Beste Wiederaufnahme eines Theaterstücks |                                            | A Raisin in the Sun                 | The Cripple of Inishmaan Die Glasmenagerie Was ihr wollt (Twelfth Night)                                                                                         |
| Bester Hauptdarsteller                   | Bryan Cranston                             | All the Way                         | Samuel Barnett für Was ihr wollt (Twelfth Night) Chris O’Dowd für Of Mice and Men Marc Rylance für Richard III. Tony Shalhoub für Act One                        |
| Beste Hauptdarstellerin                  | Audra McDonald                             | Lady Day at Emerson's Bar and Grill | Tyne Daly für Mothers and Sons LaTanja Richardson Jackson für A Raisin in the Sun Cherry Jones für Die Glasmenagerie Estelle Parsons für The Velocity of Autumn  |
| Bester Nebendarsteller                   | Mark Rylance                               | Was ihr wollt (Twelfth Night)       | Reed Birney für Casa Valentina Paul Chahidi für Was ihr wollt (Twelfth Night) Stephen Fry für Was ihr wollt (Twelfth Night) Brian J. Smith für Die Glasmenagerie |
| Beste Nebendarstellerin                  | Sophie Okonedo                             | A Raisin in the Sun                 | Sarah Greene für The Cripple of Inishmaan Celia Keenan-Bolger für Die Glasmenagerie Anika Noni Rose für A Raisin in the Sun Mare Winningham für Casa Valentina   |
| Beste Theaterregie                       | Kenny Leon                                 | A Raisin in the Sun                 | Tim Carrol für Was ihr wollt (Twelfth Night) Michael Grandage für The Cripple of Inishmaan John Tiffany für Die Glasmenagerie                                    |
| Bestes Bühnenbild                        | Beowulf Boritt                             | Act One                             | Bob Crowley für Die Glasmenagerie Es Devlin für Machinal Christopher Oram für The Cripple of Inishmaan                                                           |
| Beste Kostüme                            | Jenny Tiramani                             | Was ihr wollt (Twelfth Night)       | Jane Greenwood für Act One Michael Krass für Machinal Rita Ryack für Casa Valentina                                                                              |
| Bestes Lichtdesign                       | Natasha Katz                               | Die Glasmenagerie                   | Paule Constable für The Cripple of Inishmaan Jane Cox für Machinal Japhy Weideman für Of Mice and Men                                                            |
| Bestes Sounddesign                       | Steve Canyon Kennedy                       | Lady Day at Emerson's Bar and Grill | Alex Baranowski für The Cripple of Inishmaan Dan Moses Schreier für Act One Matt Tierney für Machinal                                                            |
| Tony Honors for Excellence in Theatre    | Joe Benincasa Joan Marcus Charlotte Wilcox |                                     | |
| Special Tony Award                       | Jane Greenwood                             |                                     | |
| Isabelle Stevenson Award                 | Rosie O’Donnell                            |                                     | |
| Regional Theatre Tony Award              | Signature Theatre Company, New York        |                                     | |

### Musicals
| Meiste Tonys (Musical)         | A Gentleman's Guide to Love and Murder und Hedwig and the Angry Inch (je 4 Tonys) |
| Meiste Nominierungen (Musical) | A Gentleman's Guide to Love and Murder (10 Nominierungen)                         |

| Kategorie                                             | Preisträger                        | Musical                                | Nominierungen |
| Bestes Musical                                        |                                    | A Gentleman's Guide to Love and Murder | After Midnight Aladdin Beautiful: The Carole King Musical |
| Bestes Musicallibretto                                | Robert L. Freedman                 | A Gentleman's Guide to Love and Murder | Chad Beguelin für Aladdin Douglas McGrath für Beautiful: The Carole King Musical Woody Allen für Bullets Over Broadway |
| Beste Originalmusik eines Musicals oder Theaterstücks | Musik und Text: Jason Robert Brown | The Bridges of Madison County          | Musik: Alan Menken, Text: Howard Ashman, Tim Rice und Chad Beguelin für Aladdin Musik und Text: Steven Lutvak, Text: Robert L. Freedman für A Gentleman's Guide to Love and Murder Musik: Tom Kitt, Text: Brian Yorkey für If/Then |
| Beste Wiederaufnahme eines Musicals                   |                                    | Hedwig and the Angry Inch              | Les Misérables Violet |
| Bester Hauptdarsteller                                | Neil Patrick Harris                | Hedwig and the Angry Inch              | Ramin Karimloo für Les Misérables Andy Karl für Rocky Jefferson Mays für A Gentleman's Guide to Love and Murder Bryce Pinkham für A Gentleman's Guide to Love and Murder                                                           |
| Beste Hauptdarstellerin                               | Jesse Mueller                      | Beautiful: The Carole King Musical     | Mary Bridget Davies für A Night with Janis Joplin Sutton Foster für Violet Idina Menzel für If/Then Kelli O’Hara für The Bridges of Madison County                                                                                 |
| Bester Nebendarsteller                                | James Monroe Iglehart              | Aladdin                                | Danny Burstein für Cabaret Nick Cordero für Bullets over Broadway Joshua Henry für Violet Jarrod Spector für Beautiful: The Carole King Musical                                                                                    |
| Beste Nebendarstellerin                               | Lena Hall                          | Hedwig and the Angry Inch              | Linda Emond für Cabaret Anika Larsen für Beautiful: The Carole King Musical Adriane Lenox für After Midnight Lauren Worsham für A Gentleman's Guide to Love and Murder                                                             |
| Beste Musicalregie                                    | Darko Tresnjak                     | A Gentleman's Guide to Love and Murder | Warren Carlyle für After Midnight Michael Mayer für Hedwig and the Angry Inch Leigh Silverman für Violet |
| Beste Choreographie                                   | Warren Carlyle                     | After Midnight                         | Steven Hogget und Kelly Devine für Rocky Casey Nicholaw für Aladdin Susan Stroman für Bullets over Broadway |
| Beste Orchestrierung                                  | Jason Robert Brown                 | The Bridges of Madison County          | Doug Besterman für Bullets over Broadway Steve Sidwell für Beautiful: The Carole King Musical Jonathan Tunick für A Gentleman's Guide to Love and Murder                                                                           |
| Bestes Bühnenbild                                     | Christopher Barreca                | Rocky                                  | Julian Crouch für Hedwig and the Angry Inch Alexander Dodge für A Gentleman's Guide to Love and Murder Santo Loquasto für Bullets over Broadway                                                                                    |
| Beste Kostüme                                         | Linda Cho                          | A Gentleman's Guide to Love and Murder | William Ivey Long für Bullets over Broadway Arianne Phillips für Hedwig and the Angry Inch Isabel Toledo für After Midnight |
| Bestes Lichtdesign                                    | Kevin Adams                        | Hedwig and the Angry Inch              | Christopher Akerlind für Rocky Howell Binkley für After Midnight Donald Holder für The Bridges of Madison County |
| Bestes Sounddesign                                    | Brian Ronan                        | Beautiful: The Carole King Musical     | Peter Hylenski für After Midnight Tim O’Heir für Hedwig and the Angry Inch Mick Potter für Les Misérables |